# تیم والتر
تیم والتر (آلمانی: Tim Walter؛ زادهٔ ۸ نوامبر ۱۹۷۵) سرمربی فوتبال اهل آلمان است که در حال حاضر هدایت باشگاه ورزشی هامبورگ در بوندس‌لیگا ۲ را برعهده دارد.
از باشگاه‌هایی که وی سرمربی آن‌ها بوده می‌توان به باشگاه فوتبال هولشتاین کیل، باشگاه فوتبال بایرن مونیخ ۲، باشگاه فوتبال اشتوتگارت و باشگاه ورزشی هامبورگ اشاره کرد.

## آمار مربی‌گری
تا تاریخ ۲۲ سپتامبر ۲۰۲۳
| تیم           | از           | تا             | آمار | آمار | آمار | آمار | آمار | آمار | آمار | آمار  | منبع  |
| تیم           | از           | تا             | ب.   | پ.   | م.   | ش.   | گ. ز | گ. خ | ت. گ | ٪ برد | منبع  |
| ------------- | ------------ | -------------- | ---- | ---- | ---- | ---- | ---- | ---- | ---- | ----- | ----- |
| بایرن مونیخ ۲ | ۱ ژوئیه ۲۰۱۷ | 2۵ مه ۲۰۱۸     | ۳۶   | ۲۲   | ۸    | ۶    | ۸۴   | ۴۱   | ۴۳+  | ۰۶۱   | [ ۲ ] |
| هولشتاین کیل  | 2۵ مه ۲۰۱۸   | 2۳ مه ۲۰۱۹     | ۳۷   | ۱۵   | ۱۰   | ۱۲   | ۶۵   | ۵۴   | ۱۱+  | ۰۴۱   | [ ۳ ] |
| اشتوتگارت     | 2۳ مه ۲۰۱۹   | 2۳ دسامبر ۲۰۱۹ | ۲۰   | ۱۱   | ۴    | ۵    | ۳۳   | ۲۵   | ۸+   | ۰۵۵   | [ ۴ ] |
| هامبورگ       | ۱ ژوئیه ۲۰۲۱ | اکنون          | ۸۷   | ۴۴   | ۲۲   | ۲۱   | ۱۶۸  | ۱۱۳  | ۵۵+  | ۰۵۱   |       |
| مجموع         | مجموع        | مجموع          | ۱۸۰  | ۹۲   | ۴۴   | ۴۴   | ۳۴۹  | ۲۳۳  | ۱۱۶+ | ۰۵۱   | —     |